# Джуніата (Небраска)
Джуніата (англ. Juniata) — селище (англ. village) в США, в окрузі Адамс штату Небраска. Населення — 748 осіб (2020).

## Географія
Джуніата розташована за координатами 40°35′26″ пн. ш. 98°30′25″ зх. д. / 40.59056° пн. ш. 98.50694° зх. д. (40.590437, -98.506898).  За даними Бюро перепису населення США в 2010 році селище мало площу 1,75 км², уся площа — суходіл.

## Демографія
Згідно з переписом 2010 року, у селищі мешкало 755 осіб у 299 домогосподарствах у складі 214 родин. Густота населення становила 430 осіб/км².  Було 312 помешкання (178/км²).
Расовий склад населення:
| - 95,1 % — білих - 0,5 % — корінних американців - 0,1 % — чорних або афроамериканців - 0,1 % — азіатів - 3,2 % — осіб інших рас |

До двох чи більше рас належало 0,9 %. Частка іспаномовних становила 3,4 % від усіх жителів.
За віковим діапазоном населення розподілялося таким чином: 26,2 % — особи молодші 18 років, 64,3 % — особи у віці 18—64 років, 9,5 % — особи у віці 65 років та старші. Медіана віку мешканця становила 39,7 року. На 100 осіб жіночої статі у селищі припадало 107,4 чоловіків;  на 100 жінок у віці від 18 років та старших — 103,3 чоловіків також старших 18 років.
Середній дохід на одне домашнє господарство  становив 52 928 доларів США (медіана — 46 250), а середній дохід на одну сім'ю — 58 116 доларів (медіана — 57 679). Медіана доходів становила 32 688 доларів для чоловіків та 35 625 доларів для жінок. За межею бідності перебувало 13,1 % осіб, у тому числі 22,8 % дітей у віці до 18 років та 14,4 % осіб у віці 65 років та старших.
Цивільне працевлаштоване населення становило 534 особи. Основні галузі зайнятості: освіта, охорона здоров'я та соціальна допомога — 21,5 %, виробництво — 21,0 %, будівництво — 12,0 %, роздрібна торгівля — 10,5 %.